# 海南沼兰
海南沼兰（学名：Crepidium hainanense）为兰科沼兰属下的一个种。其种加词“hainanensis”意为“海南的”。